# Insa Müller
Insa Müller (* 1977) ist eine deutsche Journalistin, Fernsehmoderatorin und Synchronsprecherin.

## Leben
Insa Müller studierte Fremdsprachen und TV-Journalismus in Hamburg und London.
Nach ihrem Einstieg als Nachrichtenmoderatorin bei n-tv und RTL Television (Guten Abend RTL) wechselte Insa Müller als Redakteurin zu Spiegel TV. Es folgten die Moderationen der VOX-Nachrichten und diverser Magazine für Spiegel TV sowie die Moderation der Nachrichten bei Welt Online. Insa Müller war als TV-Reporterin für Galileo Mystery auf ProSieben tätig und arbeitete als Synchronsprecherin für Werbung, Film und TV.
Insa Müller arbeitet in einer Hamburger Werbeagentur und ist freiberuflich als Lektorin, Texterin und Sprecherin tätig.

## Moderation (Auswahl)
- 1999: n-tv Wettershow
- 2000: Guten Abend RTL
- 2004: VOX Nachrichten, Spiegel TV
- 2005: XXP Nachrichten, XXP Reise
- 2006: XXP Berlinale-Special, XXP Kino
- 2007: WELT TV / www.welt.de
- 2008: Galileo Mystery / ProSieben, N24
- 2012: 1&1 / TV-Werbung
- 2015: Gesundheitsmagazin / Spiegel.TV